# AWeb
AWeb è un browser web per la piattaforma Amiga. Sviluppato da Yvon Rozijn, è stato proposto inizialmente come shareware, poi commercializzato dalla canadese AmiTrix. Alcune versioni con funzionalità ridotte sono state incluse in AmigaOS 3.5 e 3.9. Dal 2002, con l'abbandono del progetto, lo sviluppatore ha scelto di rendere il codice open source.
AWeb supporta i protocolli HTTP 1.0 con alcune estensioni dell'1.1, FTP, Gopher e SSL. Il motore di rendeting supporta HTML 3.2 e alcune parti del 4.01 (in particolare l'elemento ID), JavaScript 1.1 e alcune estensioni HTML introdotte negli anni novanta da Netscape Navigator e Internet Explorer. Il programma offre inoltre una estesa API ARexx che ha consentito lo sviluppo di script in grado di estenderne le funzioni, pur non avendo accesso al DOM come i plugin e le estensioni dei browser moderni
Il rilascio come open source ha permesso la correzione di alcuni bug e la compilazione nativa su processori PowerPC. Esistono versioni di AWeb per AmigaOS4 e MorphOS. La promessa versione 4 realizzata da volontari nell'ambito dell'open source e che avrebbe dovuto essere basata sul motore di rendering KHTML, non ha però mai visto la luce.